# جوزف کوین مک‌نامارا
جوزف کوین مک‌نامارا (Joseph Kevin McNamara)‏ KSG (زادهٔ ۵ سپتامبر ۱۹۳۴ – درگذشتهٔ ۶ اوت ۲۰۱۷)، یک سیاست‌مدار کارگر اهل بریتانیا بود که برای حدود ۴۰ سال به عنوان عضو پارلمان بریتانیا خدمت کرد.

## اوایل زندگی
او تعلیمات خود را نزد اخوان مسیحی ایرلندی در کالج سنت مری در کرازبی به پایان رساند. مک‌نامارا مدرک لیسانس حقوق خود را از دانشگاه هال به‌دست‌آورد. وی از ۱۹۵۸ تا ۱۹۶۴ میلادی به عنوان رئیس شعبه تاریخ در مدرسه دستور زبان سنت مری (حالا معروف به کالج سنت مری) در هال کار کرده و بعداً از ۱۹۶۴–۱۹۶۶ میلادی به عنوان استاد حقوق در دانشکده تجارت دانشگاه هال خدمت نمود.

## حرفه پارلمانی
پس از این‌که مک‌نامارا از حوزه انتخابیه بریدلینگتون خود را در انتخابات ۱۹۶۴ نام‌زد نموده و ناموفق بود، وی در انتخابات میان دوره‌ای ۱۹۶۶ که متعاقب مرگ عضو پارلمان برحال از حزب کارگر، هنری سولومونز برگزار گردید، از حوزه انتخابیه کینگستون آپون هال به عنوان نماینده پارلمان به مجلس عوام بریتانیا انتخاب گردید. به‌طور گسترده تصور براین است که حزب کارگر در این حوزه انتخابیه دارای یک کرسی حاشیه‌ای با اکثریت قابل ملاحظه آرا بوده و این امر نخست‌وزیر هارولد ویلسون را بازنشسته نمود تا برای به‌دست آوردن اکثریت کرسی در پارلمان، دستور برگزاری انتخابات ۱۹۶۶ را بدهد.
مک‌نامارا کرسی خود را در انتخابات سراسری ۱۹۶۶ و انتخابات‌های بعدی حفظ نمود تا این‌که در انتخابات سراسری فوریه ۱۹۷۴ این حوزه انتخابیه لغو گردیده و وی خود را از حوزه انتخابیه کینگستون آپون هال مرکزی نام‌زد کرد. پس از این‌که این حوزه انتخابیه نیز در انتخابات ۱۹۸۳ لغو گردید، مک‌نامارا از حوزه انتخابیه جدیدالتاسیس کینگستون آپون هال شمالی مجدداً انتخاب گردید.
مک‌نامارا طی سال‌های اخیر خود در پارلمان در رابطه به مسائلی زیادی مبارزه نموده و در مقابل قانون جانشینی که طبق آن یک رومان کاتولیک ویا همسر یک رومان کاتولیک نمی‌تواند پادشاه انگلستان شود، اعتراض کرد. وی در انتخابات سراسری ۲۰۰۵ شرکت نکرده و حزب کارگر حوزه انتخابیه محلی، دیانا جانسون را به‌جای وی به عنوان نام‌زد حزب معرفی کردند.
در جریان مبارزات انتخاباتی، انتخابات سراسری ۲۰۰۵، مک‌نامارا در مورد برخی سیاست‌های مرتبط با سایت‌های سیاحتی غیرقانونی رئیس حزب محافظه‌کار، مایکل هوارد ادعا نمود که این سیاست‌ها «بوی اتاق‌های گاز» را دارد. مادربزرگ هاوارد در اردوگاه آشویتس به قتل رسیده بود.

### ایرلند شمالی
مک‌نامارا در کل دوره حرفه پارلمانی خود به عنوان یک حامی ملی‌گرایی ایرلند شناخته می‌شد که طرف‌دار ایرلند متحد بود. پس از ورود به پارلمان، او به زودی به گزارش‌های در مورد تبعیض بر علیه اقلیت کاتولیک در ایرلند شمالی علاقه‌مند شده و از پیکار برای دموکراسی در اولستر حمایت نمود. وی به عنوان رئیس گروه پارلمانی حزب کارگر، از جمله وزیر خارجه سایه ایرلند شمالی در دولت سایه نیل کینوک از ۱۹۸۷ تا ۱۹۹۴ خدمت نمود، گمارشی که به‌طور گسترده از جانب اتحادگراها مورد انتقاد قرار گرفت.
پس از این‌که تونی بلیر رهبر حزب کارگر شد، او به‌جای مک‌نامارا، مو مولام را به عنوان سخن‌گوی ایرلند شمالی گماشت. در ۱۹۹۷ میلادی، وی حکومت جدیداً انتخاب شده کارگر را بازنشسته نمود تا ۵٬۰۰۰ پوند (برابر با اعانه‌ای که از جانب دولت ایرلند شده بود) برای ساختن یک لوح یادبود از قربانیان قحطی بزرگ ایرلند در شهر لیورپول، کمک نماید.
مک‌نامارا همچنین از جمهوری‌خواهی در پادشاهی متحد حمایت نموده و به گروه پارلمانی جمهوری‌خواه شامل تمامی احزاب ملحق شد.

## زندگی شخصی و اواخر زندگی
مک‌نامارا یک رومان کاتولیک و شوالیه نشان پاپی سنت گریگوری کبیر بود. وی با نورا مک‌نامارا ازدواج کرده بود و پدر چهار پسر و یک دختر بود.
در ۲۰۰۶ میلادی، مک‌نامارا برای قدردانی از خدماتی طولانی که در عرصه سیاست انجام داده بود، یک دکترای افتخاری حقوق از دانشگاه هال به‌دست‌آورد. وی دکترای تخصصی (PhD) خود را در ۲۰۰۷ میلادی از دانشگاه لیورپول کسب نموده و رساله خود را در مورد اصول مک‌براید در مؤسسه مطالعات ایرلند تکمیل کرد، جای که وی سخنرانی علمی جان کنیدی ۲۰۰۸ خود در مطالعات ایرلندی را تحت عنوان شاید همه این چیزها دور شود – بررسی بر واکنش بریتانیا به جنبش حقوق مدنی در ایرلند شمالی، ارایه نمود.

### بیماری و مرگ
در ۲۰۱۷ میلادی، هنگامی که مک‌نامارا در تعطیلات در اسپانیا به سر می‌برد، بیماری سرطان پانکراس وی تشخیص شد. در ۶ اوت، گزارش گردید که وی به عمر ۸۲ سالگی درگذشته است.